# Marquesado de Montsalud
El marquesado de Montsalud es un Título Pontificio concedido a Don Pedro de Estapé de la Villa de El Masnou, España, por el Papa Papa Pio IX el 15 de septiembre de 1877, por su reconocido aporte a la causa de la Iglesia católica, y a la comunidad de El Masnou.[cita requerida] Se desconoce si el título fue reconocido por la Monarquía Española, pero archivos establecen su uso en Cuba hasta la revolución de 1959.[cita requerida]
La familia Estapé, de reconocida hidalguía, se reconoció como una de las familias principales de la Villa de El Masnou, y Barcelona, por sus actos de caridad, y contribución al arte modernista, ejemplificado en su hogar barcelonense, Casa Estapé, una joya de la arquitectura modernista.. Otro miembro de la Casa Estape, Pau Estapé i Maristany se destacó como alcalde de la Villa de El Masnou, y fundó su reconocida Casa Benéfica en 1899, dedicada, por más de 100 años, a la asistencia de los pobres. Tan noble fue la misión de la Casa Benéfica, que en 1901, el Rey Alfonso XIII otorgó a la Villa el título de "Benéfica", título que todavía ostenta. Archivado el 23 de junio de 2016 en Wayback Machine.
Como muchas familias españolas de su tiempo, su fortuna se basó en la cosecha de azúcar en las entonces colonias de España, Cuba, y Puerto Rico. A pesar de las guerras de independencia, y la entrega de Puerto Rico a los Estados Unidos, la familia Estapé logró preservar sus terrenos en el Caribe hasta mediados del siglo XX.
- Datos: Q19251704